# Wallaman-Wasserfall

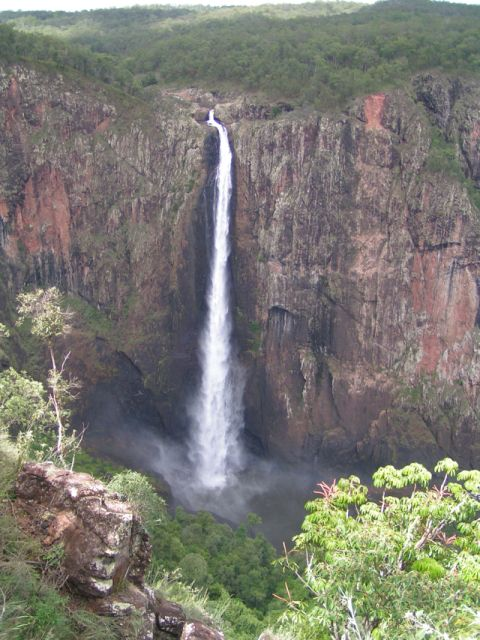
Wallaman-Wasserfall im Girringun-Nationalpark

Der Wallaman-Wasserfall (engl.: Wallaman Falls) ist der höchste einstufige Wasserfall Australiens. Er liegt im Welterbe-Gebiet der Feuchttropen von Queensland im Girringun-Nationalpark (vormals Lumholtz-Nationalpark) und hat eine Höhe von 278 m. Er wird vom Stony Creek, einem Nebenfluss des Herbert River, gebildet.